# André Labat
André Labat, né le 28 novembre 1889 à Audenge en Gironde et mort le 8 octobre 1946 à Agen est un athlète français, spécialiste du saut en hauteur.

## Biographie

### Origine
Il est le fils d'un boulanger d'Audenge. 

### Les débuts
Il participe à 16 ans pour la première fois à une réunion athlétique. Sans entraînement ni méthode, il effectue un début sensationnel, battant les meilleurs athlètes de Bordeaux et remportant une quadruple victoire saut en hauteur avec élan, 1,75 m sans élan, 1,45 m longueur avec élan, 6,30 m sans élan, 3,18 m. Les études l'empêchent de continuer et il est nommé à 18 ans aux PTT à Paris.
Il est membre du Metropolitain Club Colombes jusqu'en 1910 sous l'entraînement de Alfred Spitzer. Il participe au championnat de Paris. Il remporte les deux sauts avec élan, franchissant 1,75 m en hauteur et 6,68 m en longueur.

### Les records
Membre du Stade bordelais, il bat le 20 octobre 1910 le Record de France du saut en hauteur, qui était de 1 m. 79. à Bordeaux, sur le terrain du Bouscat, en franchissant 1,835 m. Il est alors sur-numéraire à la recette principale des PTT à Paris. Il effectue son service militaire au 34e de ligne.
En 1911, il remporte le championnat de la Côte d'Argent, faisant dead heat avec son frère René, à 1,75 m. Il remporte la même année le championnat de France avec 1,80 m.
En 1912, il passe les 1,85 m au Challenge Panajou et rate de peu 1,91 m. Il remporte pour la deuxième fois le championnat de France avec 1,73 m la même année.

### Les Jeux Olympiques
Il arrive à Laval en 1913 pour travailler aux PTT. Il est affilié au Stade lavallois, membre de l'Union des sociétés françaises de sports athlétiques (USFSA), qui fait partie du comité de Bretagne dirigé par Joseph Gemain.
En 1913, à Rennes, il franchit 1 m. 85, battant le record de Bretagne et, sous les couleurs du Stade lavallois, il remporte pour la 3e fois consécutive le championnat de France, faisant de nouveau dead-heat avec son frère René à 1,75 m. Au mois d'août 1913, il réussit a Boithorel, à franchir 1,86 m. 
Il est l'auteur du record en hauteur de saut en hauteur du Comité de la Bretagne en 1914 à 1,85 m, sous les couleurs du Stade rennais.
Il possède aussi pour le même comité, les records en 1913-1914 de Hauteur sans élan : 1,405 m, de longueur : 6,435 m, et de longueur sans élan : 2,95 m. Il est à la même époque rédacteur occasionnel de l'Ouest-Eclair, et signe l'article Comment on devient champion national en 1914. 
Il est sélectionné olympique aux Jeux olympiques de 1912 à Stockholm. Il apprend beaucoup au contact des autres sauteurs. En 1914 à Laval, André Labat sautera 1,91 m : c'est un record de France, mais son saut ne sera pas validé.

### Après la Première guerre mondiale
La première guerre mondiale arrêta son entraînement. De retour au Stade lavallois, en 1919, au stade Pershing, il se classe second aux Jeux Interalliés avec 1,83 m et fait ensuite le Championnats de France d'athlétisme 1919 (FSAF). Il refuse de participer aux Jeux olympiques de 1920.

### Section athlétisme
La section athlétisme du Stade lavallois est animée à la fin de la première guerre mondiale par André Labat et Eugène Miaille. Ces deux derniers sont membres du Sporting Club lavallois de sa création en 1922, jusqu'à sa fusion en 1924 avec le Stade lavallois. Labat participe à l'équipe de Rugby, plusieurs fois championne de Bretagne. La section athlétisme prend son essor à partir de 1932.
Il est chef de service des mesures aux PTT à Laval en 1933, quand il est nommé à Rouen.

## Palmarès
- Champion de France en 1911
- Champion de France en 1912.
- Champion de France en 1913.
- Champion de France en 1914.